# Campeonato Soviético de Xadrez de 1948

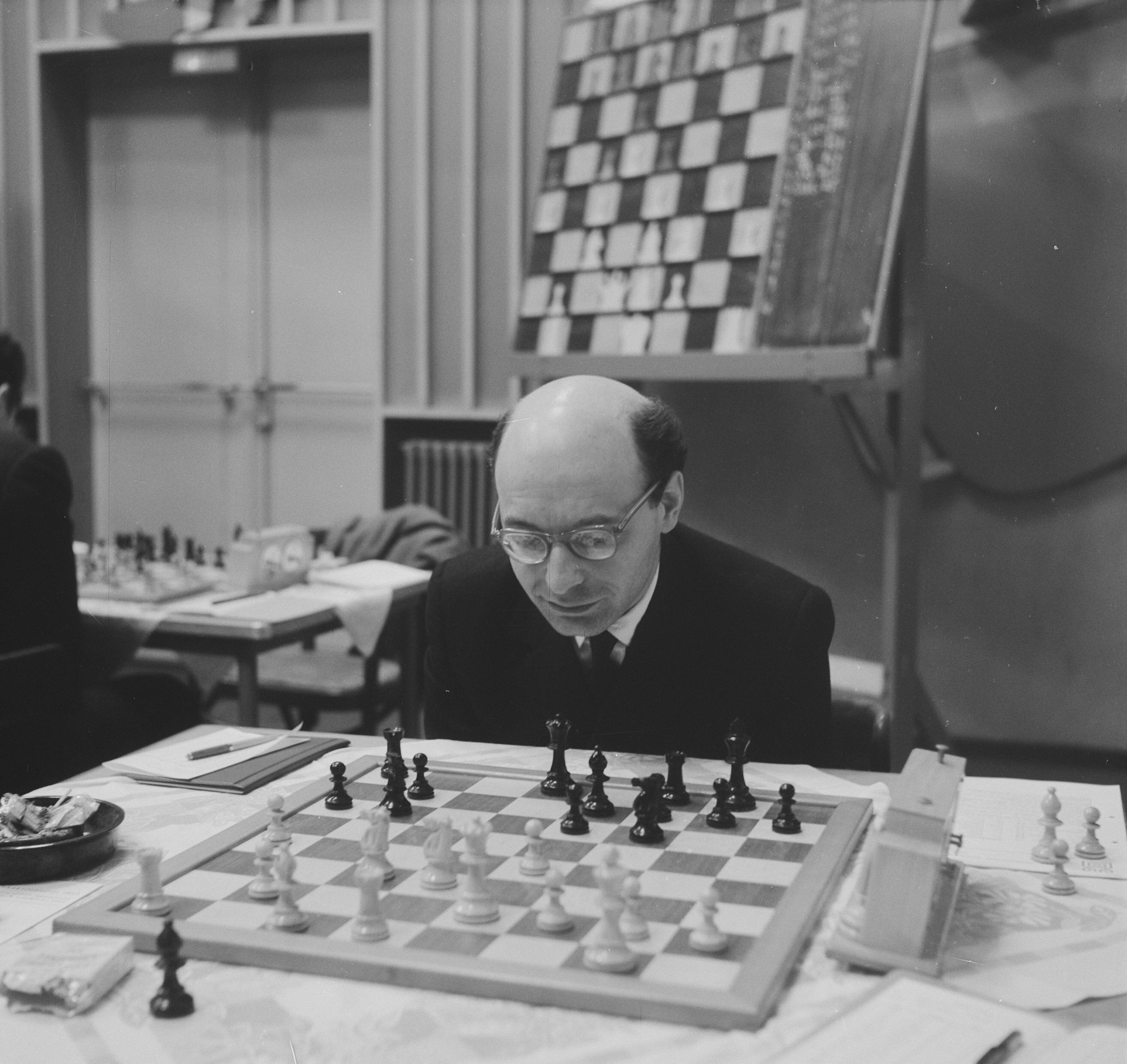
David Bronstein

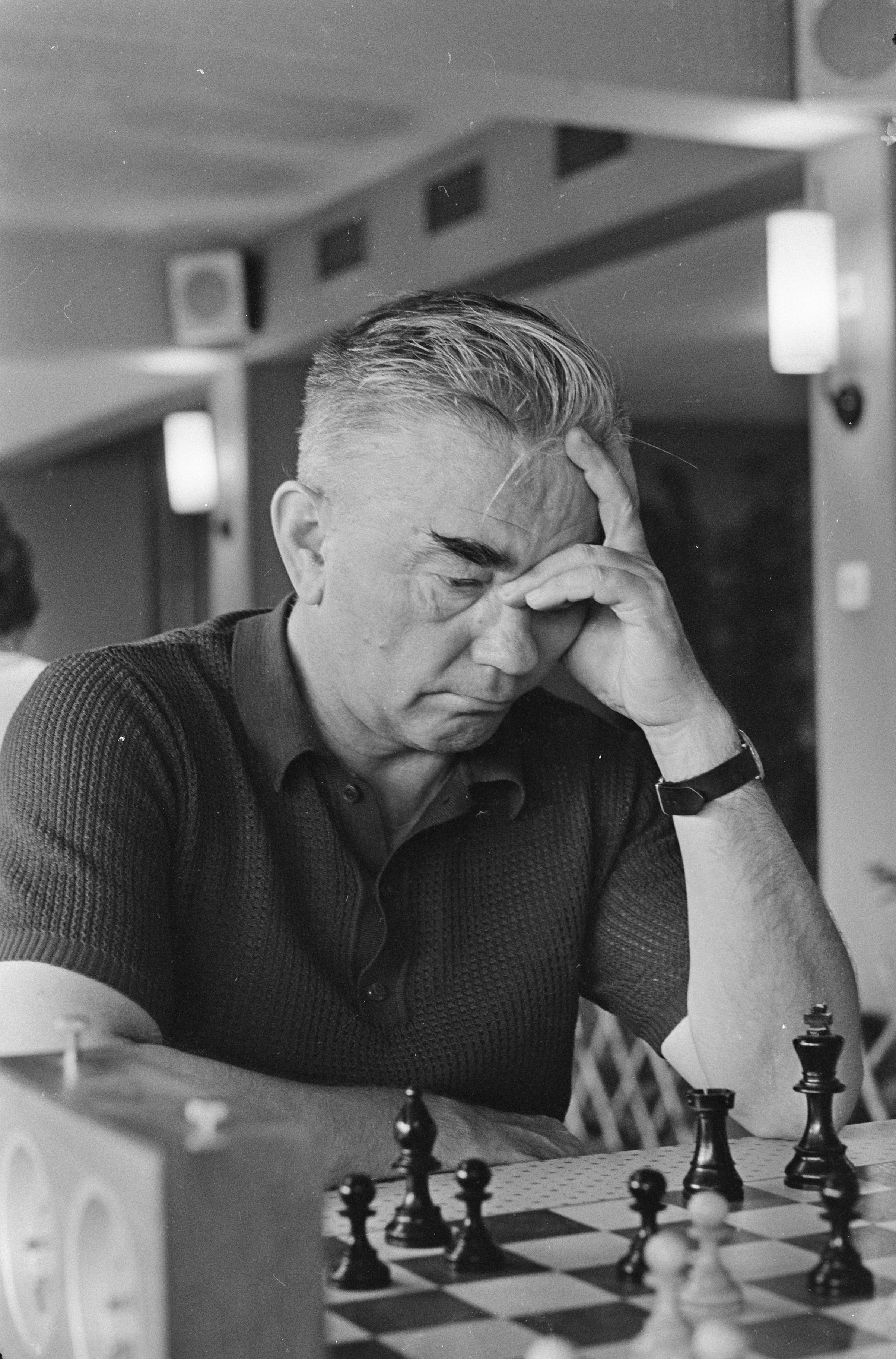
Alexander Kotov

O Campeonato Soviético de Xadrez de 1948 foi a 16ª edição do Campeonato de xadrez da União Soviética, realizado em Moscou, de 10 de novembro a 13 de dezembro de 1948. A competição foi vencida por David Bronstein e Alexander Kotov. Torneios de Quartas de Final foram jogados nas cidades de Tbilisi e Iaroslavl; e semifinais em Sverdlovsk, Leningrado e Moscou. Mikhail Botvinnik mais uma vez não participou. Após ganhar o título mundial no Torneio de Haia-Moscou, ele se afastou por três anos dos campeonatos de xadrez para terminar sua tese de doutorado.

## Classificação e resultados
| N° | Jogador                     | 1 | 2 | 3 | 4 | 5 | 6 | 7 | 8 | 9 | 10 | 11 | 12 | 13 | 14 | 15 | 16 | 17 | 18 | 19 | Total |
| -- | --------------------------- | - | - | - | - | - | - | - | - | - | -- | -- | -- | -- | -- | -- | -- | -- | -- | -- | ----- |
| 1  | David Bronstein             | - | ½ | 1 | ½ | 1 | ½ | ½ | ½ | 0 | 1  | ½  | ½  | ½  | ½  | 1  | 1  | ½  | 1  | 1  | 12    |
| 2  | Alexander Kotov             | ½ | - | ½ | ½ | 0 | 0 | 1 | 1 | 1 | ½  | 1  | 1  | 0  | 1  | 0  | 1  | 1  | 1  | 1  | 12    |
| 3  | Semyon Furman               | 0 | ½ | - | 0 | 0 | 1 | 0 | ½ | 1 | 0  | 1  | 1  | 1  | ½  | 1  | 1  | 1  | 1  | ½  | 11    |
| 4  | Salo Flohr                  | ½ | ½ | 1 | - | ½ | ½ | 1 | ½ | ½ | ½  | ½  | 1  | 1  | 0  | ½  | ½  | ½  | ½  | ½  | 10½   |
| 5  | Alexander Tolush            | 0 | 1 | 1 | ½ | - | 1 | 0 | ½ | ½ | 1  | ½  | 0  | 0  | ½  | 1  | 0  | 1  | ½  | 1  | 10    |
| 6  | Alexander Konstantinopolsky | ½ | 1 | 0 | ½ | 0 | - | ½ | ½ | 1 | 0  | 1  | 1  | 1  | ½  | ½  | ½  | 0  | ½  | ½  | 9½    |
| 7  | Georgy Lisitsin             | ½ | 0 | 1 | 0 | 1 | ½ | - | ½ | 0 | 0  | 1  | 0  | ½  | 1  | 1  | ½  | 1  | ½  | ½  | 9½    |
| 8  | Igor Bondarevsky            | ½ | 0 | ½ | ½ | ½ | ½ | ½ | - | ½ | 1  | ½  | ½  | 0  | 1  | ½  | 0  | 1  | ½  | 1  | 9½    |
| 9  | Paul Keres                  | 1 | 0 | 0 | ½ | ½ | 0 | 1 | ½ | - | ½  | ½  | ½  | 1  | 0  | ½  | 1  | ½  | ½  | 1  | 9½    |
| 10 | Georgy Ilivitsky            | 0 | ½ | 1 | ½ | 0 | 1 | 1 | 0 | ½ | -  | 0  | 1  | 0  | 1  | ½  | ½  | ½  | ½  | ½  | 9     |
| 11 | Andor Lilienthal            | ½ | 0 | 0 | ½ | ½ | 0 | 0 | ½ | ½ | 1  | -  | ½  | 0  | ½  | 1  | 1  | ½  | 1  | 1  | 9     |
| 12 | Ratmir Kholmov              | ½ | 0 | 0 | 0 | 1 | 0 | 1 | ½ | ½ | 0  | ½  | -  | 1  | 1  | 0  | ½  | ½  | ½  | 1  | 8½    |
| 13 | Grigory Levenfish           | ½ | 1 | 0 | 0 | 1 | 0 | ½ | 1 | 0 | 1  | 1  | 0  | -  | ½  | ½  | 0  | 1  | 0  | 0  | 8     |
| 14 | Viacheslav Ragozin          | ½ | 0 | ½ | 1 | ½ | ½ | 0 | 0 | 1 | 0  | ½  | 0  | ½  | -  | ½  | ½  | ½  | ½  | 1  | 8     |
| 15 | Yuri Averbakh               | 0 | 1 | 0 | ½ | 0 | ½ | 0 | ½ | ½ | ½  | 0  | 1  | ½  | ½  | -  | 1  | 0  | 1  | ½  | 8     |
| 16 | Vasily Panov                | 0 | 0 | 0 | ½ | 1 | ½ | ½ | 1 | 0 | ½  | 0  | ½  | 1  | ½  | 0  | -  | ½  | ½  | ½  | 7½    |
| 17 | Vladimir Alatortsev         | ½ | 0 | 0 | ½ | 0 | 1 | 0 | 0 | ½ | ½  | ½  | ½  | 0  | ½  | 1  | ½  | -  | 1  | ½  | 7½    |
| 18 | Mark Taimanov               | 0 | 0 | 0 | ½ | ½ | ½ | ½ | ½ | ½ | ½  | 0  | ½  | 1  | ½  | 0  | ½  | 0  | -  | 0  | 6     |
| 19 | Lev Aronin                  | 0 | 0 | ½ | ½ | 0 | ½ | ½ | 0 | 0 | ½  | 0  | 0  | 1  | 0  | ½  | ½  | ½  | 1  | -  | 6     |